# Mueßer Holz
Mueßer Holz is een plaats in de Duitse gemeente Schwerin, deelstaat Mecklenburg-Voor-Pommeren, en telt 11.347 inwoners (2007).